# BMW K 75-serie
De BMW K 75-serie is een serie motorfietsen van het merk BMW. De K 75-serie werd geproduceerd tussen 1985 en 1996 en omvatte verschillende modellen.

## Voorgeschiedenis
Eind jaren zeventig bracht BMW de /7-serie op de markt. Dit waren de steeds weer opgewaardeerde luchtgekoelde tweecilinderboxermotoren met cardanaandrijving, die eigenlijk, voor wat betreft het motorconcept, uit 1969 stamden. Deze boxermotoren waren echter aan het eind van hun latijn. De Japanse concurrentie bepaalde de markt, en die ging in de richting van steeds sterkere, snellere motorfietsen. De Japanse viercilinders liepen bovendien veel soepeler dan de boxermotoren, en waren ook makkelijker te berijden. Zij misten bijvoorbeeld het “kantelmoment”, dat typisch was voor de langsgeplaatste krukas van de BMW's. Bovendien werden de Europese milieueisen steeds strenger. BMW had zich weliswaar steeds meer op de toeristische motorfietsen gericht, maar met de komst van de Honda GoldWing was ook daar de concurrentie, compleet met een soepel lopende vloeistofgekoelde viercilinderboxermotor, in opkomst. Al in 1978 publiceerde het Duitse blad Motorrad fantasietekeningen van een viercilinder-BMW-boxermotor, waarbij men al vermeldde dat ook een langsgeplaatste viercilinderlijnmotor of zelfs een driecilinderlijnmotor tot de mogelijkheden behoorden. Het project werd toen “BMW K4” genoemd. Binnen het bedrijf onderzocht men ook de mogelijkheden van een viercilinderboxermotor, maar BMW wilde in elk geval een afwijkende motor bouwen. Daarmee werden ook de proeven met een zware, brede en hoge dwarsgeplaatste Peugeot-motor naar de prullenbak verwezen. BMW had al bij de voorbereidingen van de R 45/R 65-serie nagedacht over afwijkende motorconcepten, maar toen het behoud van de cardanaandrijving als eis gesteld. Dat was nu ook zo. Daarmee was de keuze van een langsgeplaatste motor bepaald, want dan zou een hoek van 90° in de aandrijflijn vermeden worden. Een dergelijke hoek zou tamelijk veel vermogen kosten. De keuze viel aldus op een langsgeplaatste motor met liggende cilinders, zoals bij een underfloormotor. Daarmee bereikte men meteen een laag zwaartepunt. In 1983 werd als eerste de BMW K 100-serie uitgebracht. Voor klanten die een kleinere cilinderinhoud prefereerden bleven de R 45 en de R 65-modellen, inmiddels voorzien van de monolever-, eenzijdige achterwielophanging, nog tot 1985 in productie.

## K 75-serie
In 1985 verscheen de K 75-serie met drie modellen: de “basis”-K 75 naked bike, de K 75 C, voorzien van een klein stuurkuipje, en de K 75 S, voorzien van een tophalf.

### Motor
De K 75 kreeg een vloeistofgekoelde driecilinderlijnmotor met liggende cilinders. Het werd net als de K 100 een langeslagmotor (boring × slag = 67 × 70 mm). Hierdoor kon BMW het modulaire bouwsysteem blijven toepassen: de motoren hadden dezelfde zuigers en cilinders. De 180° krukas van de K 100 was uiteraard vervangen door een 120° exemplaar met drie kruktappen. De krukas lag aan de rechterkant van de motor, de cilinders wezen naar links. Aan de rechterkant werd een carterdeksel geplaatst, waardoor de hele motor gedemonteerd kon worden zonder deze uit te bouwen. De motor had twee kleppen per cilinder. Er was voor het eerst brandstofinjectie toegepast (Bosch L-Jetronic). De beide bovenliggende nokkenassen werden door een ketting aangedreven. Om het kantelmoment op te heffen draaiden zo veel mogelijk onderdelen (dynamo, koppeling en versnellingsbak) tegenovergesteld aan de krukas. Dankzij het vermogen van liefst 75 pk (de R 80 kwam maar tot 50 pk) kon deze motorfiets makkelijk met de concurrentie meekomen.

### Rijwielgedeelte
BMW gebruikte nog steeds het het “Baukastensystem”. Het voor de K 100 ontwikkelde brugframe waarbij het motorblok als dragend deel diende werd licht gewijzigd toegepast in de K 75-serie. De hele aandrijflijn (motor, koppeling, versnellingsbak, cardanaandrijving en achterwiel), was met vijf bouten aan het frame bevestigd. Als deze bouten verwijderd waren (inclusief de nodige kabels), kon de rest van de motorfiets als een kruiwagen met behulp van het voorwiel weggereden worden. Dit principe was niet nieuw: de Moto Guzzi V-8-racer uit 1955 kende het ook. De machine kreeg het monoleverveersysteem. Er werden vernieuwde gietwielen en remschijven toegepast. De enkelvoudige droge plaatkoppeling bleef behouden, de motor had vijf versnellingen.

### Uitrusting
De radiateur was voorzien van een polyester omhulsel waarin de bekende “BMW nieren” herkenbaar waren. Om het moderne concept te benadrukken was bij de K 100 een zeer opvallende, vierkante uitlaatdemper gebruikt, die voorzien was van een zwart hitteschild. Bij de K 75 werd deze door een driehoekig exemplaar vervangen. Zoals bij BMW gebruikelijk was er een uitstekende set boordgereedschap en een EHBO-set onder het zadel aangebracht. Alle modellen waren leverbaar met een kofferset en na 1988 ook met ABS.

### K 75
De K 75 was een basismodel. Er was geen enkele vorm van kuip of ruit gemonteerd, hoewel de inmiddels als accessoire leverbare toerruit van de K 100 door de identieke constructie van de K 75 ook op deze motor paste. De K 75 was voorzien van schijfremmen in het voorwiel, maar een trommelrem achter. Hij kwam in 1986 op de markt en er werden tot 1996 18.485 exemplaren gebouwd.

### K 75 C
Hoewel de K 75 C nauwelijks afweek van de K 75, zag deze motor er met zijn kleine stuurkuipje meteen een stuk sportiever uit. Dat was dan ook het enige verschil. De K 75 C werd in 1985 geïntroduceerd en bleef tot 1990 in productie. Er waren toen 9.566 exemplaren verkocht.

### K 75 S
Ook de K 75 S kwam in 1985 op de markt. Dit was de sportmotor van de serie, voorzien van een tophalf kuip die veel weg had van de stroomlijnkuip van de “grote broer” K 100 RS. Ook deze motor kreeg twee schijfremmen vóór, maar ook achter werd er een toegepast, om het sportieve karakter van de motor te benadrukken. Het motorvermogen was echter gelijk aan dat van de andere modellen in deze serie. Tussen 1985 en 1995 werden 18.649 stuks geproduceerd. In plaats van een 18 inch achterwiel werd de K 75 S geleverd met een 17 inch wiel. Bovendien was het stuur, vanwege het sportieve karakter, iets lager. De telescoopvork was iets stugger geveerd, om dezelfde reden.

### K 75 T
De K 75 T werd in 1986 gepresenteerd en verdween alweer in 1987. De machine was speciaal voor de Amerikaanse markt ontwikkeld. Vanwege de strenge eisen van de Environmental Protection Agency was het vermogen iets geknepen: de machine leverde slechts 68 pk. Om tegemoet te komen aan de Amerikaanse klanten was soms het comfortzadel van de K 100 LT gebruikt. Bovendien waren valbeugels standaard. Hoeveel K 75 T's er geproduceerd zijn is onbekend, maar waarschijnlijk zijn ze meegeteld met de 9.566 K 75 C's. Men mag dan ook stellen dat het geen succes was.

### K 75 RT
De K 75 RT werd geleverd van 1989 tot 1995. Hij was voorzien van de volle toerkuip die ook de K 100 RT en LT hadden. Net als bij de K 75 S was de telescoopvork wat stugger geveerd, maar bij de RT was dat om het gewicht van de kuip op te vangen. De RT had (opnieuw net als de "S") een kleiner, 17" achterwiel. Latere versies hadden een elektrisch verstelbare ruit en waren leverbaar met ABS. De RT was bijzonder populair bij overheidsdiensten. De Koninklijke Marechaussee gebruikte de ABS-loze versie als escortemotor en de versie mét ABS als normale "dienstfiets", maar uiteraard werden de machines ook ingezet bij Duitse overheidsdiensten.

### K 75 Ultima en K 75 RT Ultima
Zoals de naam al zegt waren deze modellen de laatsten uit de K 75-serie. De Duitsers noemden ze zelf "Auslaufmodelle". Technisch waren er nauwelijks verschillen met de bestaande modellen. De machines kregen driespaaks gietwielen, de Ultima kreeg een toerruit en de RT Ultima werd geleverd in grijs/blauw met korenbloemblauwe biezen. Rechts en links in de toerkuip waren extra meters aangebracht: links een benzinemeter en rechts een koelvloeistoftemperatuurmeter. De ruit was traploos elektrisch verstelbaar.

## Technische gegevens
|                    | BMW K 75                              | K 75 C                                | K 75 S                                | K 75 T                                | K 75 RT                               | K 75 Ultima                           | K 75 RT Ultima                        |
| ------------------ | ------------------------------------- | ------------------------------------- | ------------------------------------- | ------------------------------------- | ------------------------------------- | ------------------------------------- | ------------------------------------- |
| Periode            | 1985-1996                             | 1985-1990                             | 1985-1995                             | 1986-1987                             | 1989-1995                             | 1996                                  | 1996                                  |
| Productieaantal    | 18.485                                | 9.566                                 | 18.649                                | onbekend                              | 21.264                                | onbekend                              | onbekend                              |
| Categorie          | toermotor                             | toermotor                             | sporttoerer                           | toermotor                             | toermotor                             | toermotor                             | toermotor                             |
| Motortype          | kopklepmotor                          | kopklepmotor                          | kopklepmotor                          | kopklepmotor                          | kopklepmotor                          | kopklepmotor                          | kopklepmotor                          |
| Bouwwijze          | langsgeplaatste driecilinderlijnmotor | langsgeplaatste driecilinderlijnmotor | langsgeplaatste driecilinderlijnmotor | langsgeplaatste driecilinderlijnmotor | langsgeplaatste driecilinderlijnmotor | langsgeplaatste driecilinderlijnmotor | langsgeplaatste driecilinderlijnmotor |
| boring             | 67 mm                                 | 67 mm                                 | 67 mm                                 | 67 mm                                 | 67 mm                                 | 67 mm                                 | 67 mm                                 |
| slag               | 70 mm                                 | 70 mm                                 | 70 mm                                 | 70 mm                                 | 70 mm                                 | 70 mm                                 | 70 mm                                 |
| Cilinderinhoud     | 740 cc                                | 740 cc                                | 740 cc                                | 740 cc                                | 740 cc                                | 740 cc                                | 740 cc                                |
| Max. Vermogen      | 55 kW/75 pk                           | 55 kW/75 pk                           | 55 kW/75 pk                           | 51 kW/68 pk                           | 55 kW/75 pk                           | 55 kW/75 pk                           | 55 kW/75 pk                           |
| Topsnelheid        | 200 km/h                              | 200 km/h                              | 210 km/h                              | onbekend                              | 185 km/h                              | 200 km/h                              | 185 km/h                              |
| Aandrijving        | cardanas                              | cardanas                              | cardanas                              | cardanas                              | cardanas                              | cardanas                              | cardanas                              |
| Rijwielgedeelte    | brugframe                             | brugframe                             | brugframe                             | brugframe                             | brugframe                             | brugframe                             | brugframe                             |
| Leeg gewicht       | 227 kg                                | 227 kg                                | 229 kg                                | 227 kg                                | 258 kg                                | 227 kg                                | 258 kg                                |
| Max. totaalgewicht | 450 kg                                | 450 kg                                | 450 kg                                | 450 kg                                | 450 kg                                | 450 kg                                | 450 kg                                |
| Tankinhoud         | 21 liter                              | 21 liter                              | 21 liter                              | 21 liter                              | 21 liter                              | 21 liter                              | 21 liter                              |
| Voorganger         | geen                                  | geen                                  | geen                                  | geen                                  | R 80 RT                               | K 75                                  | K 75 RT                               |
| Opvolger           | K 75 Ultima                           | geen                                  | geen                                  | geen                                  | K 75 RT Ultima                        | geen                                  | geen                                  |